# Comunicazione Sonora
| Recensione        | Giudizio |
| ----------------- | -------- |
| Jazzwise          |          |
| Rateyourmusic.com |          |
| Libero            | /        |

Comunicazione Sonora è il primo album discografico del Gruppo Jazz Marca (Roberto Magris / Franco Testa /Franco Polisseni Trio), pubblicato nel 1982 dalla discografica IAF (International Audio Film) e ristampato nel 2005 dall’etichetta inglese Arision.

## Tracce
1. Sguardo – 5:20 (Roberto Magris)
2. Caccia Grossa – 7:19 (S. Magnoler)
3. Comunicazione Sonora – 2:17 (F. Polisseni)
4. Pierrot – 5:30 (Roberto Magris)
5. Colori d’autunno – 3:35 (Roberto Magris)
6. Messaggio – 4:25 (Roberto Magris)

## Musicisti
- Roberto Magris - pianoforte
- Franco Testa - basso elettrico
- Franco Polisseni - batteria